# Margot Kidder

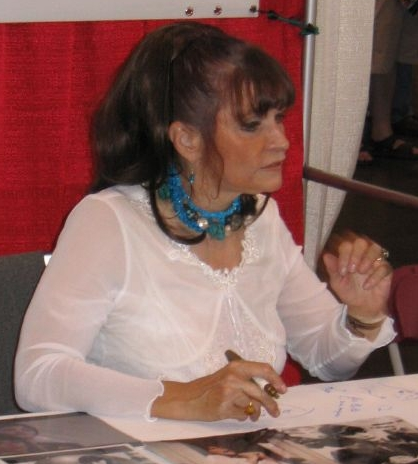
Margot Kidder 2005.

Margaret Ruth "Margot" Kidder, född 17 oktober 1948 i Yellowknife i Northwest Territories, Kanada, död 13 maj 2018 i Livingston i Montana, var en kanadensisk-amerikansk skådespelare och aktivist. 
Hon är mest känd för rollen som Stålmannens flickvän Lois Lane i långfilmen Superman - The Movie (1978) och dess uppföljare Superman II - Äventyret fortsätter (1980), Stålmannen går på en krypto-nit (1983) samt Stålmannen i kamp för freden (1987).

## Biografi
Margot Kidder föddes i Kanada, pappan var en amerikansk sprängämnesexpert och mamman en kanadensisk historielärare.
Kidder gjorde filmdebut 1969. Hon har medverkat i Brian De Palmas thriller Djävulens blodsband (1973), slasherfilmen Black Christmas – Stilla natt, blodiga natt (1974) och dramat Tid för hjältar (1975), med Robert Redford.
Hennes stora genombrott kom 1978 i rollen som Lois Lane i Superman – The Movie, med Christopher Reeve som Stålmannen. Kidder spelade också Kathy Lutz i skräckfilmen Huset som Gud glömde (1979). 
Under 2000-talet gjorde hon flera gästroller i TV-serier, däribland i Smallville, Brothers & Sisters och The L Word. 2015 vann hon en Emmy Award för sin insats i barnprogrammet R.L. Stine's The Haunting Hour.
Kidder led av bipolärt syndrom och blev uppmärksammad i media när hon 1996 hittades av polis i någons trädgård, med avrakat hår och hävdade att hon var förföljd. Hon blev senare inlagd för psykiatrisk vård.
Kidder avled 2018 i sitt hem av självförvållad överdosering av alkohol och narkotika, vilket kom att betraktas som självmord.

## Filmografi i urval
- 1970 – Gänget (TV-serie) (1 avsnitt)
- 1972 – Banacek (TV-serie) (1 avsnitt)
- 1973 – Djävulens blodsband
- 1974 – Stilla natt, blodiga natt
- 1975 – Baretta (TV-serie) (1 avsnitt)
- 1975 – Tid för hjältar
- 1976 – Krona eller klave (1 avsnitt)
- 1978 – Superman – The Movie
- 1979 – Huset som Gud glömde
- 1980 – Superman II – Äventyret fortsätter
- 1983 – Stålmannen går på en krypto-nit
- 1985 – The Hitchhiker (TV-serie) (1 avsnitt)
- 1986 – Tills döden skiljer oss åt (TV-film)
- 1987 – Stålmannen i kamp för freden
- 1992 – Att fånga en mördare
- 1992 – Röster från andra sidan graven (TV-serie) (1 avsnitt)
- 1993 – Mord och inga visor (TV-serie) (1 avsnitt)
- 1994 – Maverick
- 1995 – Mord, mina herrar (TV-serie) (1 avsnitt)
- 1999 – La Femme Nikita (TV-serie) (1 avsnitt)
- 2001 – Law & Order: Special Victims Unit (TV-serie) (1 avsnitt)
- 2002 – Crime and Punishment
- 2004 – Smallville (TV-serie) (2 avsnitt)
- 2006 – Superman II: The Richard Donner Cut
- 2006 – The L Word (TV-serie) (1 avsnitt)
- 2007 – Brothers & Sisters (TV-serie) (2 avsnitt)
- 2009 – Halloween II
- 2016 – The Red Maple Leaf
- 2017 – The Neighborhood